# Eleição presidencial na Argentina em 2007
A eleição presidencial na Argentina em 2007 foi realizada em 28 de outubro de 2007, em uma disputa entre a primeira-dama Cristina Kirchner, a deputada Elisa Carrió e o ex-ministro Roberto Lavagna. Cristina elegeu-se para o cargo de presidente, obtendo mais de 40% dos votos válidos (44,92%), e apresentando uma diferença de mais de 10% em relação a segunda colocada (que obteve 22,95% dos votos válidos). O grande número de votos garantiu a vitória da senadora ainda no primeiro turno, de acordo com o 98º artigo da constituição argentina. Também foram eleitos 24 senadores e 130 deputados para o congresso nacional nas eleições legislativas. Os candidatos eleitos assumiram seus cargos em 10 de dezembro de 2007.
Cristina Kirchner era esposa do então presidente Néstor Kirchner. Sua vitória garantiu a continuidade do governo da coligação governista Frente para a Vitória. O período ficou conhecido com Kirchnerismo.

## Antecedentes
La Crisis de diciembre de 2001, que culminó en una masacre con decenas de muertos y el default de la deuda externa, había producido un descalabro generalizado, que puso a la Argentina en riesgo de disolución y guerra civil. La pobreza se elevó en 2002 al 56 %, la desocupación orilló el 30 %, niveles nunca alcanzados en la Argentina moderna, la clase media se redujo a la mitad y la marginalidad social se extendió. La política entró en una crisis profunda ("¡Que se vayan todos!"), poniendo fin al bipartidismo peronista-radical.
En esas condiciones se realizaron las elecciones presidenciales de 2003 que ganó uno de los tres candidatos peronistas, Néstor Kirchner, del recién creado Frente para la Victoria, luego de salir segundo en la primera vuelta, con apenas el 21 % de los votos, el más bajo obtenido por un presidente en la historia argentina. Así se inició lo que luego se conocería como kirchnerismo, identificado también con la letra «K».
En 2007 el gobierno kirchnerista ponía a prueba por primera vez la evaluación de la ciudadanía de su gestión de gobierno. El Frente para la Victoria, construido en torno al Partido Justicialista, había ampliado su composición con partidos provenientes de muy diversas ideologías (socialistas, comunistas, frepasistas, intransigentes, etc.) y sobre todo había incorporado a un amplio sector del radicalismo, conocido como Radicales K, liderados por el gobernador de la provincia de Mendoza, Julio Cobos.
Del lado de la oposición, la situación era la siguiente:
- El bipartidismo peronista-radical había desaparecido y la Unión Cívica Radical (UCR) había quedado reducido a su mínima expresión histórica en las elecciones de 2003, con apenas un 2% de los votos, y por primera vez en su historia, ni siquiera lograba encontrar un candidato propio;
- Había surgido una alianza, que reunía al Partido Socialista -que un mes antes había ganado la gobernación de la provincia de Santa Fe- y un sector que se había separado del radicalismo, liderado por Elisa Carrió, con importante presencia en la Capital Federal;
- El peronismo disidente con el kirchnerismo, entre los que se encontraba el expresidente Carlos Menem, se había congregado alrededor del expresidente Adolfo Rodríguez Saá y su hermano el gobernador de la provincia de San Luis, Alberto Rodríguez Saá;

## Resultados

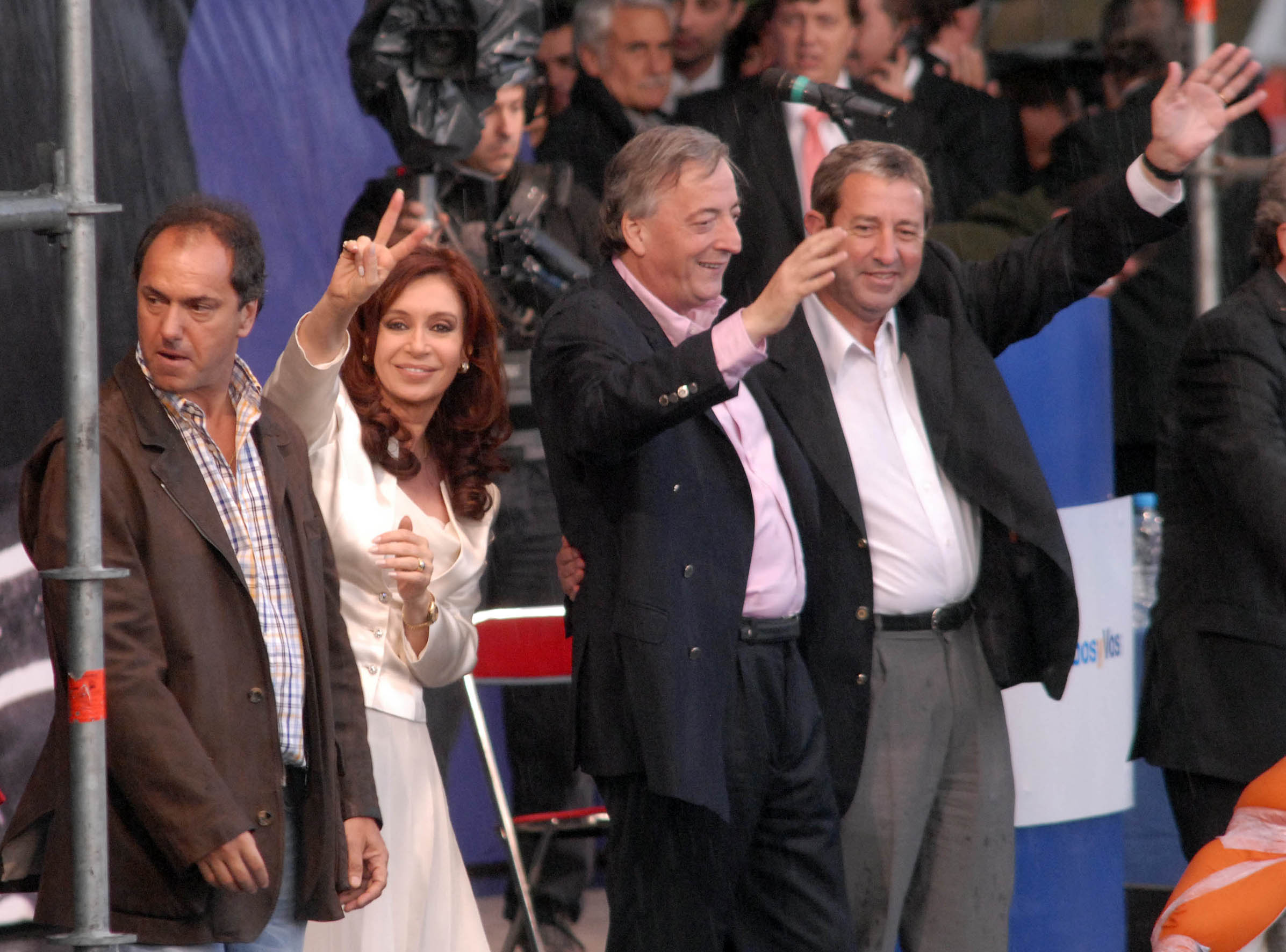
Cristina Fernández e Néstor Kirchner durante a campanha eleitoral. Fonte: Agência Brasil.

| Candidatos                                                    | Candidatos              | Candidatos               | Partido                                                       | Partido           | Resultados    | Resultados      |
| Candidatos                                                    | Candidatos              | Candidatos               | Partido                                                       | Partido           | Votos         | %               |
| ------------------------------------------------------------- | ----------------------- | ------------------------ | ------------------------------------------------------------- | ----------------- | ------------- | --------------- |
|                                                               | Cristina Kirchner       | Julio Cobos              | Frente para a Vitória                                         | FpV               | 8.652.293     | 45,28 / 100,00  |
|                                                               | Elisa Carrió            | Rubén Héctor Giustiniani | Coalizão Cívica                                               | CC-ARI            | 4.403.642     | 23,05 / 100,00  |
|                                                               | Roberto Lavagna         | Gerardo Rubén Morales    | Uma Nação Avançada                                            | UNA               | 3.230.236     | 16,91 / 100,00  |
|                                                               | Alberto Rodríguez Saá   | Héctor María Maya        | Frente Justiça, União e Liberdade                             | FREJULI           | 1.459.174     | 7,64 / 100,00   |
|                                                               | Fernando "Pino" Solanas | Angel Francisco Cadelli  | Partido Socialista Autêntico                                  | PSA               | 301.537       | 1,58 / 100,00   |
|                                                               | Ricardo Murphy          | Esteban Bullrich         | Recriar para o Crescimento                                    | Recriar           | 273.406       | 1,43 / 100,00   |
|                                                               | Jorge Omar Sobisch      | Jorge Asís               | Movimento das Províncias Unidas                               | MPU               | 146.518       | 0,77 / 100,00   |
| União Popular                                                 | Jorge Omar Sobisch      | Jorge Asís               | UP                                                            | 63.818            | 0,33 / 100,00 |                 |
| Movimento de Ação Vicinal                                     | Jorge Omar Sobisch      | Jorge Asís               | MAV                                                           | 51.425            | 0,27 / 100,00 |                 |
| Movimento pela Dignidade e a Independência                    | Jorge Omar Sobisch      | Jorge Asís               | MDI                                                           | 6.640             | 0,03 / 100,00 |                 |
| Total                                                         | Total                   | Jorge Asís               | 268.401                                                       | 1,40 / 100,00     |               |                 |
|                                                               | Vilma Ripoll            | Héctor Bidonde           | Movimento Socialista dos Trabalhadores                        | MST               | 142.528       | 0,75 / 100,00   |
|                                                               | Néstor Pitrola          | Gabriela Arroyo          | Partido Obreiro                                               | PO                | 116.688       | 0,61 / 100,00   |
|                                                               | José Montes             | Héctor Heberling         | Partido dos Trabalhadores Socialistas Movimento ao Socialismo | PTS MAS           | 84.694        | 0,44 / 100,00   |
|                                                               | Luis Ammann             | Rogelio de Leonardi      | Frente Ampla em Direção à Unidade Latino-Americana            | FADULA            | 69.787        | 0,37 / 100,00   |
|                                                               | Raúl Castells           | Nina Pelozo              | Movimento Independente de Aposentados e Desempregados         | MIJD              | 48.878        | 0,26 / 100,00   |
|                                                               | Gustavo Breide Obeid    | Héctor Vergara           | Partido Popular da Reconstrução                               | PPR               | 45.318        | 0,24 / 100,00   |
|                                                               | Juan Ricardo Mussa      | Bernardo Nespral         | Confederação Lealdade Popular                                 | CLP               | 10.558        | 0,06 / 100,00   |
|                                                               |                         |                          |                                                               |                   |               |                 |
| Votos afirmativos                                             | Votos afirmativos       | Votos afirmativos        | Votos afirmativos                                             | Votos afirmativos | 19.107.140    | 92,40 / 100,00  |
| Votos brancos                                                 | Votos brancos           | Votos brancos            | Votos brancos                                                 | Votos brancos     | 1.331.011     | 6,44 / 100,00   |
| Votos nulos                                                   | Votos nulos             | Votos nulos              | Votos nulos                                                   | Votos nulos       | 241.176       | 1,17 / 100,00   |
| Total de votos                                                | Total de votos          | Total de votos           | Total de votos                                                | Total de votos    | 20.679.327    | 100,00 / 100,00 |
|                                                               |                         |                          |                                                               |                   |               |                 |
| Participação                                                  | Participação            | Participação             | Participação                                                  | Participação      | 20.679.327    | 76,20 / 100,00  |
| Abstenção                                                     | Abstenção               | Abstenção                | Abstenção                                                     | Abstenção         | 6.458.209     | 23,40 / 100,00  |
| Eleitorado                                                    | Eleitorado              | Eleitorado               | Eleitorado                                                    | Eleitorado        | 27.137.536    | 100,00 / 100,00 |
| Fonte: Dirección Nacional Eleitoral - Ministerio del Interior |                         |                          |                                                               |                   |               |                 |